# Audrey Demoustier
Audrey Demoustier (ur. 17 marca 1985 w Chimay) – belgijska piłkarka, grająca na pozycji pomocnika, wielokrotna reprezentantka Belgii, trener.

## Kariera piłkarska

### Kariera klubowa
W 2000 roku rozpoczęła swoją karierę zawodową w Fémina Braine. W 2006 przeniosła się do White Star Woluwe, w którym grała przez dwa sezony. Po ośmiu latach spędzonych w Standard Liège wróciła do White Star Woluwé, klubu, w którym zakończyła karierę w maju 2019 roku. 

### Kariera reprezentacyjna
11 kwietnia 2004 roku zadebiutowała w belgijskiej kadrze narodowej w przegranym 0:1 meczu towarzyskim z Szwajcarkami. Wcześniej broniła barw juniorskich reprezentacji Belgii.

## Kariera trenerska
Po zakończeniu kariery piłkarskiej w maju 2019 pozostała w tym samym klubie White Star Woluwe, gdzie została trenerką. W sezonie 2021/22 zdecydowała się na pracę z drużyną U17 Red Flames. Od 8 czerwca 2022 ponownie stała na czele White Star Woluwe.

## Sukcesy i odznaczenia

### Sukcesy klubowe
Standard Liège
- mistrz Belgii: 2008/09, 2010/11, 2011/12, 2012/13*, 2013/14*, 2014/15, 2015/16
- mistrz BeNe League: 2014/15
- zdobywca Pucharu Belgii: 2011/12, 2013/14
- finalista Pucharu Belgii: 2008/09
- zdobywca Superpucharu Belgii: 2008/09, 2010/11, 2011/12
- zdobywca BeNe SuperCup: 2011/12

White Star Woluwe
- mistrz Division 2: 2018/19